# Amelia Okoli
Amelia Okoli Okpalaoka, née le 14 mai 1941 à Asaba et morte le 1er novembre 2017, est une athlète nigériane.

## Carrière
Amelia Okoli termine dixième du concours de saut en hauteur des Jeux de l'Empire britannique et du Commonwealth de 1958 à Cardiff. Elle est médaillée d'or du saut en hauteur aux Jeux de l'Amitié en 1963 à Dakar.
Elle participe au concours de saut en hauteur aux Jeux olympiques d'été de 1964 à Tokyo ; elle est éliminée en qualifications.
Elle est médaillée d'or du saut en hauteur aux Jeux africains de 1965 à Brazzaville. 
Elle est membre de l'ordre du Niger en 1965.